# Challenge-Brownsville
Challenge-Brownsville is een plaats (census-designated place) in de Amerikaanse staat Californië, en valt bestuurlijk gezien onder Yuba County.

## Demografie
Bij de volkstelling in 2000 werd het aantal inwoners vastgesteld op 1069.

## Geografie
Volgens het United States Census Bureau beslaat de plaats een oppervlakte van
25,0 km², geheel bestaande uit land.

## Plaatsen in de nabije omgeving
De onderstaande figuur toont nabijgelegen plaatsen in een straal van 32 km rond Challenge-Brownsville.